# Kanton Monclar-de-Quercy
Kanton Monclar-de-Quercy is een voormalig kanton van het Franse departement Tarn-et-Garonne. Kanton Monclar-de-Quercy maakte deel uit van het arrondissement Montauban. Het werd opgeheven bij decreet van 27 februari 2014 met uitwerking op 22 maart 2015. Alle gemeenten werden opgenomen in het nieuwe kanton Tarn-Tescou-Quercy vert.

## Gemeenten
Het kanton Monclar-de-Quercy omvatte de volgende gemeenten:
- Bruniquel
- Génébrières
- La Salvetat-Belmontet
- Monclar-de-Quercy (hoofdplaats)
- Puygaillard-de-Quercy